# 美鉄バス

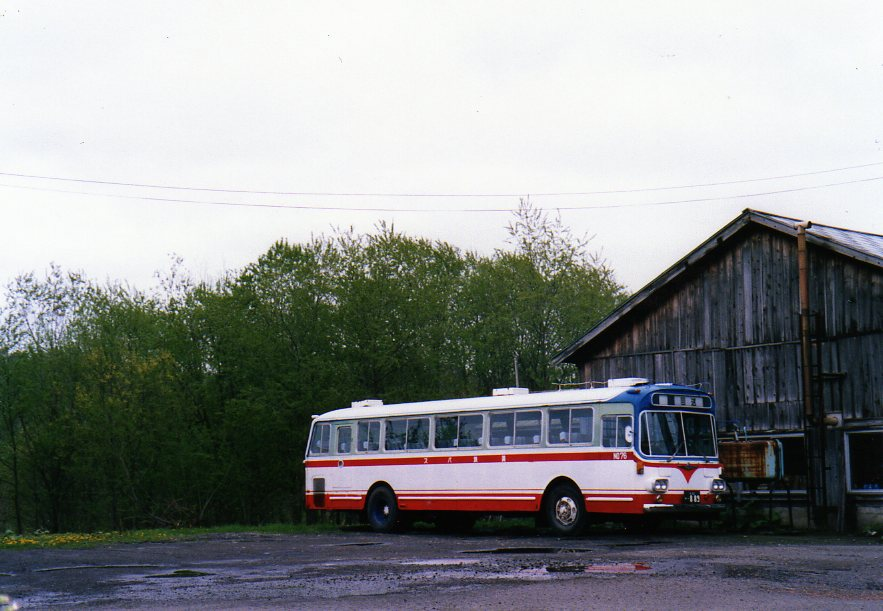
美鉄バス（旧三菱鉱業美唄鉄道事務所）大夕張営業所

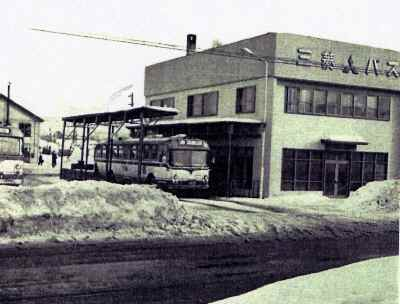
三菱鉱業バス美唄ターミナル

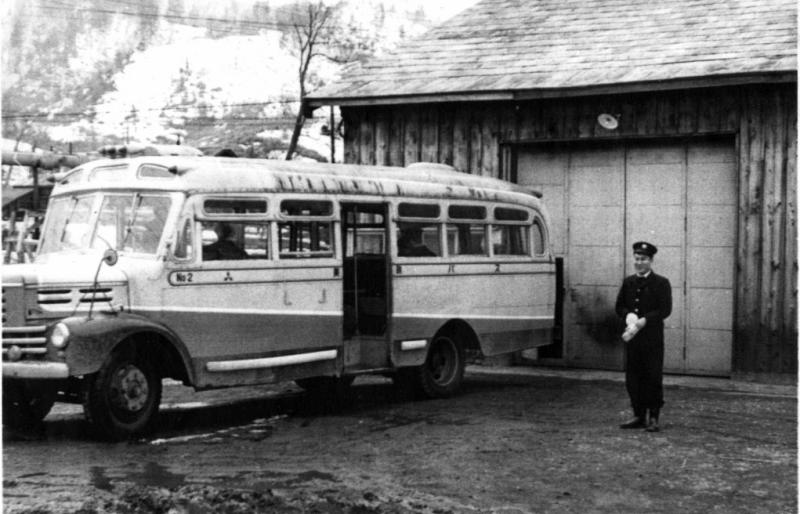
三菱美唄鉄道バス大夕張支所（当時）/昭和31年

美鉄バス（びてつバス）は、かつて北海道美唄市を中心にバス事業を展開していた会社である。

## 沿革

### 美唄鉄道
- 1948年（昭和23年）11月25日 - 美唄鉄道のバス事業・美唄鉄道バスとして美唄～東明間開業。
- 1949年（昭和24年） - 茶志内線運行開始。

### 三菱鉱業→三菱鉱業セメント（美唄鉄道事務所）
- 1950年（昭和25年）4月25日 - 三菱鉱業株式会社（現・三菱マテリアル株式会社）が美唄鉄道を吸収合併、バス事業は三菱鉱業美唄鉄道事務所 自動車課として発足。呼称は三菱美唄鉄道バス。
- 1951年（昭和26年） - 美唄地区 農村三線（中村線・上美唄線・中小屋線）運行開始。
- 1952年（昭和27年） - 美唄炭山線 常盤台まで延長
- 1955年（昭和30年） - 美唄炭山線 有明通り（現東明通り）経由新設
- 1956年（昭和31年）9月16日 - 大夕張地区 山内線（大夕張砿業所～中学校・明石町間）開業。
- 1960年（昭和35年） -  美唄地区、拓北線運行開始
- 1961年（昭和36年）5月1日 - 呼称を三菱鉱業バスに変更。
- 1962年（昭和37年）10月7日 - 夕張バスと協定で、夕張～大夕張間急行バス開業。
- 1965年（昭和40年）12月11日 - 札幌～大夕張間特急バス開業。
- 1965年（昭和40年） -  美唄地区 進徳線運行開始。
- 1966年（昭和41年） -  美唄地区 沼ノ内線運行開始。
- 1967年（昭和42年）10月21日 - 大夕張地区 清水沢線（砿業所前～清水沢駅前）運行開始。
- 1969年（昭和44年）11月7日 - 大夕張地区 南部線（大夕張三菱車庫～南部～菊水町）運行開始。
- 1972年（昭和47年）6月1日 - 美唄地区 中村線、茶志内線、拓北線、進徳線廃止。美唄市営バス（当時）に路線譲渡。
- 1973年（昭和48年）4月 - 三菱鉱業が三菱鉱業セメント株式会社に社名変更。
- 1977年（昭和52年）12月1日 - 美唄地区 上美唄線廃止。美唄市営バス（当時）に路線譲渡。

### 美鉄バス
- 1981年（昭和56年）4月1日 - 三菱鉱業セメントが美唄鉄道事務所を分社化し、美鉄バス設立。
- 1985年（昭和60年）1月28日 - 東急系列の網走交通が美鉄バスを買収し子会社化。
- 1997年（平成9年）11月30日 - 夕張シューパロダム建設に伴う住民の集団移転により、大夕張地区より撤退。
- 2002年（平成14年）3月31日 - 営業最終日。
- 2002年（平成14年）4月1日 - 美鉄バス会社解散。

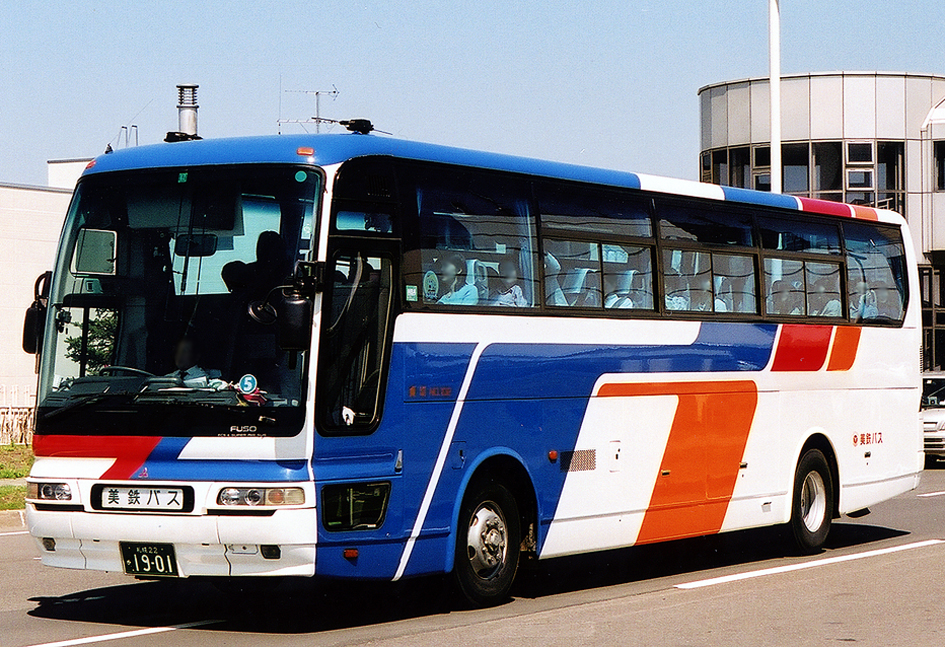
美鉄バス 貸切車
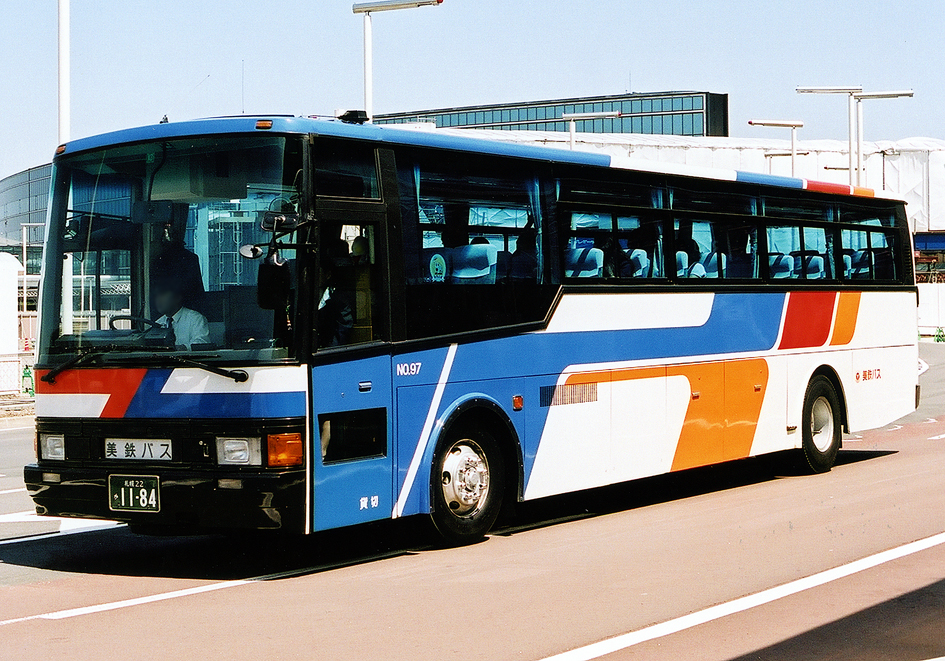
美鉄バス 貸切車

## 路線バス

### 三菱鉱業バス時代
最盛期の1970年当時の路線
三菱鉱業美唄鉄道事務所自動車課
- 美唄営業所
  - 美唄炭山線（美唄駅前 - 三菱バスターミナル - 東明駅前 - 美唄炭山駅前 - 旭台・常盤台局前・三の沢他）
  - 南美唄線（美唄駅前 - 労災病院前 - 共練 - 南美唄局前他）
  - 茶志内線（美唄駅前 - 三菱バスターミナル - 日東栄町 - 日東茶志内）
  - 沼ノ内線、中村線、上美唄線、拓北線、進徳線
- 大夕張営業所
  - 札幌特急線（大夕張駅前 - 南部 - 清水沢駅前 - 札幌北2西3 - 札幌北5西6三菱車庫）
  - 夕張急行線（大夕張駅前 - 南部 - 清水沢駅前 - 若菜 - 鹿ノ谷駅前 - 炭鉱病院前 - 夕張駅前）
  - 大夕張山内線（三菱車庫 - 代々木町 - 大夕張駅前 - 千年町 - 中学校前・明石町）
  - 清水沢線、南部線

### 美鉄バス時代
美鉄バス株式会社として分社後の路線（時期により若干変動あり、以下は最終期の代表的なもの）。
廃止後は美唄市が美唄本社の路線を継承し、「美唄市民バス東線」として運行している。
- 美唄本社（2002年まで）
  - 美唄駅前 - 市営住宅 - 東明中央 - アルテピアッツァ美唄（落合栄町） - 我路 - 国設スキー場
  - 美唄駅前 - 労災病院 - 東明中央 - 市営球場（東明3区） - アルテピアッツァ美唄（落合栄町） - 我路 - 国設スキー場　
  - アルテピアッツァ美唄（落合栄町） - 東明中央 - 南美唄

- 大夕張営業所（1997年まで）
  - 特急 京王プラザホテル札幌 - 清水沢 - 南部 - 大夕張
  - 夕張駅前 - 清水沢 - 南部 - 大夕張（夕鉄バスと相互乗り入れ）

## 貸切バス
- 1949年（昭和24年） -  美唄地区一般貸切旅客事業開始。
- 1963年（昭和38年）3月 -  札幌営業所開設（貸切）。
- 1963年（昭和38年）6月 -  夕張地区一般貸切旅客事業開始（大夕張営業所）。